# Joe Lombardi (Spezialeffektkünstler)
Joseph J. „Joe“ Lombardi (* 24. Juni 1923 in Passaic, New Jersey; † 18. Dezember 1997 in London, Vereinigtes Königreich) war ein US-amerikanischer Spezialeffektkünstler und Supervisor, der insbesondere pyrotechnische Effekte umsetzte.

## Leben
Lombardi begann seine Karriere in der Filmbranche 1946 als Vorarbeiter beim Kulissenbau. Ab 1955 betrieb er sein erstes unabhängiges Spezialeffekt-Unternehmen. 1962 gründete er Special Effects Unlimited. Lombardi setzte zunächst überwiegend Spezialeffekte für Fernsehproduktionen um und wirkte vor allem an Produktionen von Lucille Balls Studio Desilu Productions, so unter anderem an Mein Onkel vom Mars, Tennisschläger und Kanonen, Gomer Pyle: USMC, Raumschiff Enterprise und Die Spur des Jim Sonnett. Insgesamt überwachte Lombardi in seiner Karriere die Spezialeffekte für über 2300 Fernseh-Episoden. Ab Anfang der 1970er Jahre arbeitete er verstärkt an Spielfilmproduktionen, unter anderem an Francis Ford Coppolas Filmen Der Pate, Der Pate – Teil II und Apocalypse Now. Bei Apocalypse Now setzte Lombardis Team unter anderem die berühmte „Napalm-Szene“ um, in der sie 5450 Liter Benzin in einem 6,5 Kilometer langen Graben entzündeten, was für Jahrzehnte Maßstäbe bei der Umsetzung großer Explosionen an Filmsets setzte.
1989 gründete Lombardi gemeinsam mit seinem Sohn Paul J. Lombardi in Senoia, Georgia die Riverwood Studios.
1984 wurde er von der National Film Society für sein Lebenswerk ausgezeichnet. In Anerkennung seiner 50-jährigen Tätigkeit in der Filmindustrie wurde er 1997 mit dem Award of Commendation der Academy of Motion Picture Arts and Sciences ausgezeichnet.
Lombardi starb im Dezember 1997 an einer Lungenentzündung während der Dreharbeiten zu seiner letzten Filmproduktion The Sound of War, für die er noch alle Spezialeffekte der Actionsequenzen fertigstellen konnte. Auf der Rückreise nach Los Angeles musste er in London in ein Krankenhaus eingeliefert werden, wo er im Alter von 74 Jahren verstarb. Er hinterließ drei Kinder, darunter den ebenfalls als Spezialeffektkünstler tätigen Paul J. Lombardi, und vier Enkelkinder.

## Filmografie
- 1959: Lassie (Fernsehserie, 5 Episoden)
- 1960: So eine Affäre (The Facts of Life)
- 1961: Mein unmöglicher Engel (Angel, Fernsehserie, 1 Episode)
- 1962: Hinter feindlichen Linien (War Hunt)
- 1963: Mein Onkel vom Mars (My Favorite Martian, Fernsehserie, 1 Episode)
- 1965: Meine drei Söhne (My Three Sons, Fernsehserie, 1 Episode)
- 1965: War Party
- 1965–1968: Tennisschläger und Kanonen (I Spy, Fernsehserie, 76 Episoden)
- 1965–1969: Gomer Pyle: USMC (Gomer Pyle, U.S.M.C., Fernsehserie, 6 Episoden)
- 1966: Raumschiff Enterprise (Star Trek, Fernsehserie, 1 Episode)
- 1967: Rango (Fernsehserie, 3 Episoden)
- 1967: Accidental Family (Fernsehserie, 6 Episoden)
- 1967–1969: Die Spur des Jim Sonnett (The Guns of Will Sonnett, Fernsehserie, 49 Episoden)
- 1968–1972: Twen-Police (The Mod Squad, Fernsehserie, 91 Episoden)
- 1969: My Friend Tony (Fernsehserie, 2 Episoden)
- 1969: The New People (Fernsehserie, 1 Episode)
- 1969: The Over-the-Hill Gang (Fernsehfilm)
- 1969: Wake Me When the War Is Over
- 1969: Ein Fehler in der Rechnung (The Monk, Fernsehfilm)
- 1969: Das Geheimnis der Puppe (The Pigeon, Fernsehfilm)
- 1969: The Ballad of Andy Crocker (Fernsehfilm)
- 1970: Helden werden nicht geboren (Carter’s Army, Fernsehfilm)
- 1970: The Love War (Fernsehfilm)
- 1970: How Awful About Allan (Fernsehfilm)
- 1970: But I Don’t Want to Get Married! (Fernsehfilm)
- 1970: Tod eines Bürgers (The Old Man Who Cried Wolf, Fernsehfilm)
- 1970: The Over-the-Hill Gang Rides Again (Fernsehfilm)
- 1970: Der Mörder meines Bruders (Run, Simon, Run, Fernsehfilm)
- 1971: Love Hate Love (Fernsehfilm)
- 1972: Der Pate (The Godfather)
- 1972: Magnum Heat (Hickey & Boggs)
- 1972: Die Rache ist mein (Rage)
- 1972: Visum für die Hölle (Black Gunn)
- 1972: A Place Called Today
- 1973: Harley Davidson 344 (Electra Glide in Blue)
- 1973: Invasion der Bienenmädchen (Invasion of the Bee Girls)
- 1973: Der Hit – Der Kampf gegen die Drogen (Hit!)
- 1974: Testament in Blei (Crazy Joe)
- 1974: Drei eiskalte Profis (Three the Hard Way)
- 1974: Der Pate – Teil II (The Godfather Part II)
- 1976: Schwarzer Engel (Obsession)
- 1976: Apocalypse Now
- 1979: Seven – Die Super-Profis (Seven)
- 1980: Unter guten Freunden (A Small Circle of Friends)
- 1980: Die Hunde des Krieges (The Dogs of War)
- 1981: Einer mit Herz (One from the Heart)
- 1982: Hammett
- 1982: Hanky Panky
- 1982: Matt Houston (Fernsehserie, 1 Episode)
- 1982: Entity – Es gibt kein Entrinnen vor dem Unsichtbaren, das uns verfolgt (The Entity)
- 1983: Die verwegenen Sieben (Uncommon Valor)
- 1986: Critters – Sie sind da! (Critters)
- 1986: Der City Hai (Raw Deal)
- 1986: Mosquito Coast (The Mosquito Coast)
- 1986: King Kong lebt (King Kong Lives)
- 1987: Hamburger Hill
- 1987: Vietnam War Story (Fernsehserie, 3 Episoden)
- 1988: Freitag der 13. – Jason im Blutrausch (Friday the 13th Part VII: The New Blood)
- 1989: Ruf nach Vergeltung (Next of Kin)
- 1990: Die Spur führt zurück – The Two Jakes (The Two Jakes)
- 1991: Flug durch die Hölle (Flight of the Intruder)
- 1991: Die wahren Bosse – Ein teuflisches Imperium (Mobsters)
- 1994: Das Kartell (Clear and Present Danger)
- 1994: Double Dragon – Die 5. Dimension (Double Dragon)
- 1995: Einmal Cowboy, immer ein Cowboy (The Good Old Boys, Fernsehfilm)
- 1996: Crazy Horse (Fernsehfilm)
- 1996: Mut zur Wahrheit (Courage Under Fire)
- 1997: City of Industry
- 1997: Der letzte Pate (The Last Don, Miniserie, 3 Episoden)
- 1998: The Sound of War (When Trumpets Fade)

## Auszeichnungen
- 1984: National Film Society – Lifetime Achievement Award[3]
- 1997: Auszeichnung mit dem Award of Commendation „in Anerkennung seines 50-jährigen Jubiläums in der Filmbranche. Sein Wissen und seine Vorreiterrolle auf dem Gebiet der Pyrotechnik und der Spezialeffekte sowie seine kompromisslose Förderung der Sicherheit am Set haben den Standard für die heutigen Spezialeffekttechniker gesetzt.“[7]